# Expédition 25 (ISS)
Insigne de la mission
Équipage de l'expédition 25
Chronologie
Expédition 24 Expédition 26
L'Expédition 25 est le 25e roulement de l'équipage permanent de la Station spatiale internationale (ISS). Cette expédition commence officiellement le 25 septembre 2010 lorsque le vaisseau Soyouz TMA-18 a quitté la station spatiale. Trois nouveaux membres de l'équipage sont arrivés avec le vaisseau Soyouz TMA-01M : Douglas H. Wheelock, Fiodor Iourtchikhine et Shannon Walker. L'astronaute de la NASA Doug Wheelock a pris le commandement de la 25e expédition en prenant la suite du russe Alexander Skvortsov. Le départ des astronautes Wheelock, Iourtchikhine et Walker fin novembre doit marquer la fin de l'expédition 25.
Le cargo spatial Progress M-08M (en) a apporté 2,5 tonnes de ravitaillement à la station spatiale le 30 octobre 2010. La navette spatiale Discovery de la mission STS-133 doit apporter des pièces détachées et du ravitaillement fin novembre. Le 10e anniversaire de présence humaine à bord de la station spatiale internationale  a été fêté au cours de l'expédition le 2 novembre.

## Équipage
| Fonction           | Première Partie (septembre 2010)         | Seconde Partie (octobre 2010 à décembre 2010) |
| ------------------ | ---------------------------------------- | --------------------------------------------- |
| Commandant         | Douglas H. Wheelock, NASA 2e vol spatial | Douglas H. Wheelock, NASA 2e vol spatial      |
| Ingénieur de vol 1 | Shannon Walker, NASA 1er vol spatial     | Shannon Walker, NASA 1er vol spatial          |
| Ingénieur de vol 2 | Fiodor Iourtchikhine, RSA 3e vol spatial | Fiodor Iourtchikhine, RSA 3e vol spatial      |
| Ingénieur de vol 3 |                                          | Scott J. Kelly, NASA 3e vol spatial           |
| Ingénieur de vol 4 |                                          | Alexandre Kaleri, RSA 5e vol spatial          |
| Ingénieur de vol 5 |                                          | Oleg Skripochka, RSA 1er vol spatial          |

## Galerie

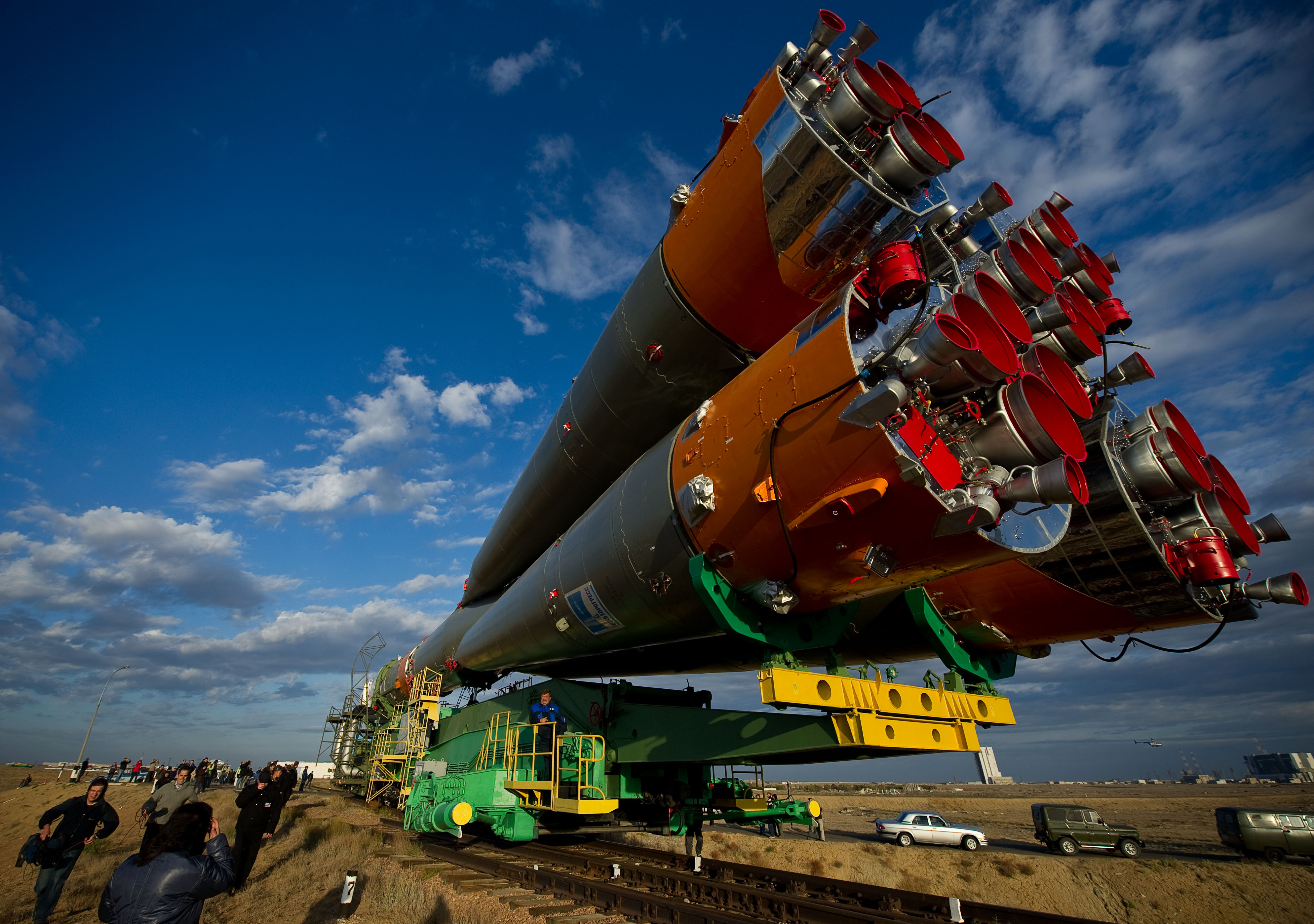
Le vaisseau Soyouz TMA-01M est amené par voie ferrée sur le site de lancement à Baïkonour.
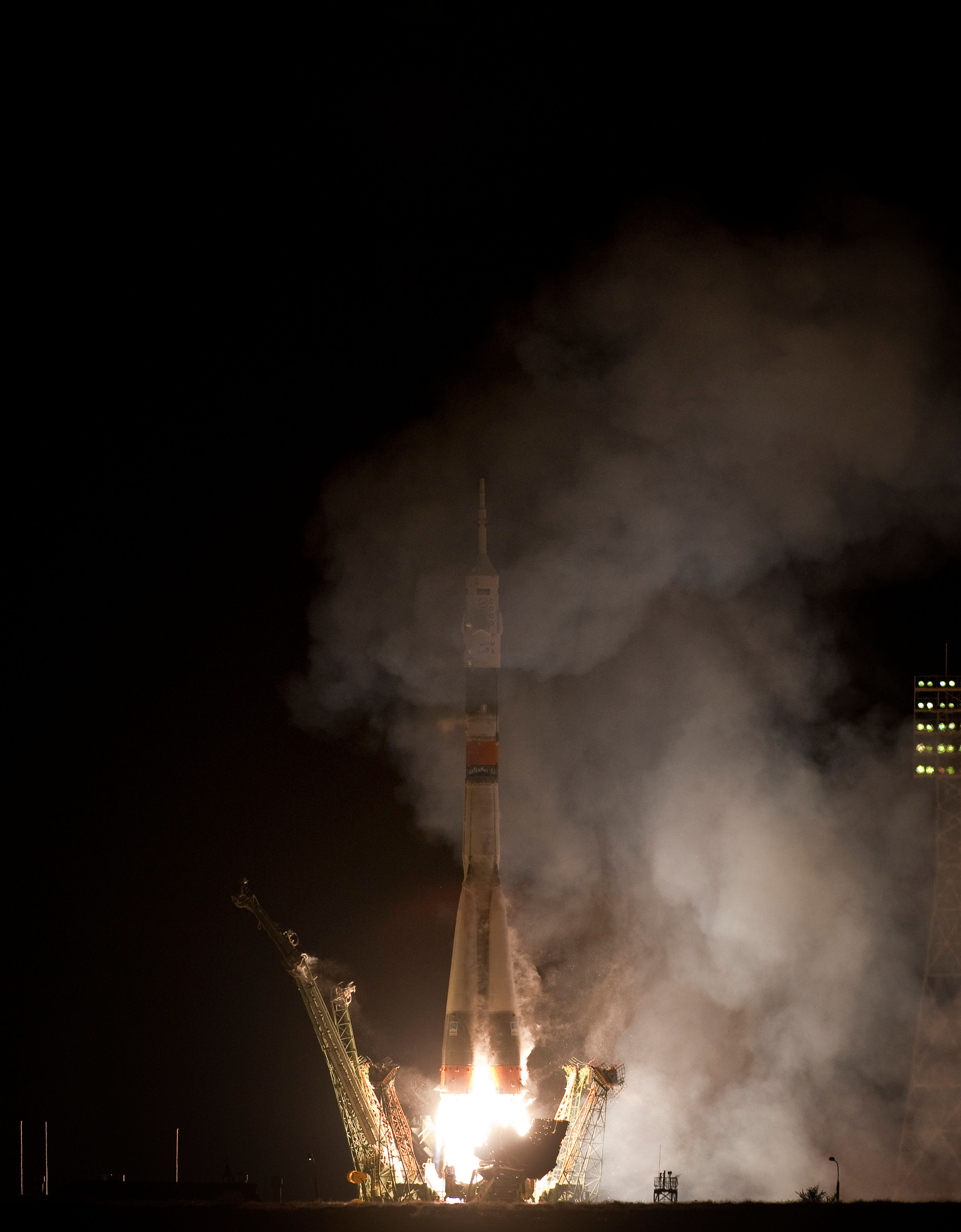
Lancemebnt du Soyouz TMA-01M le 7 octobre.
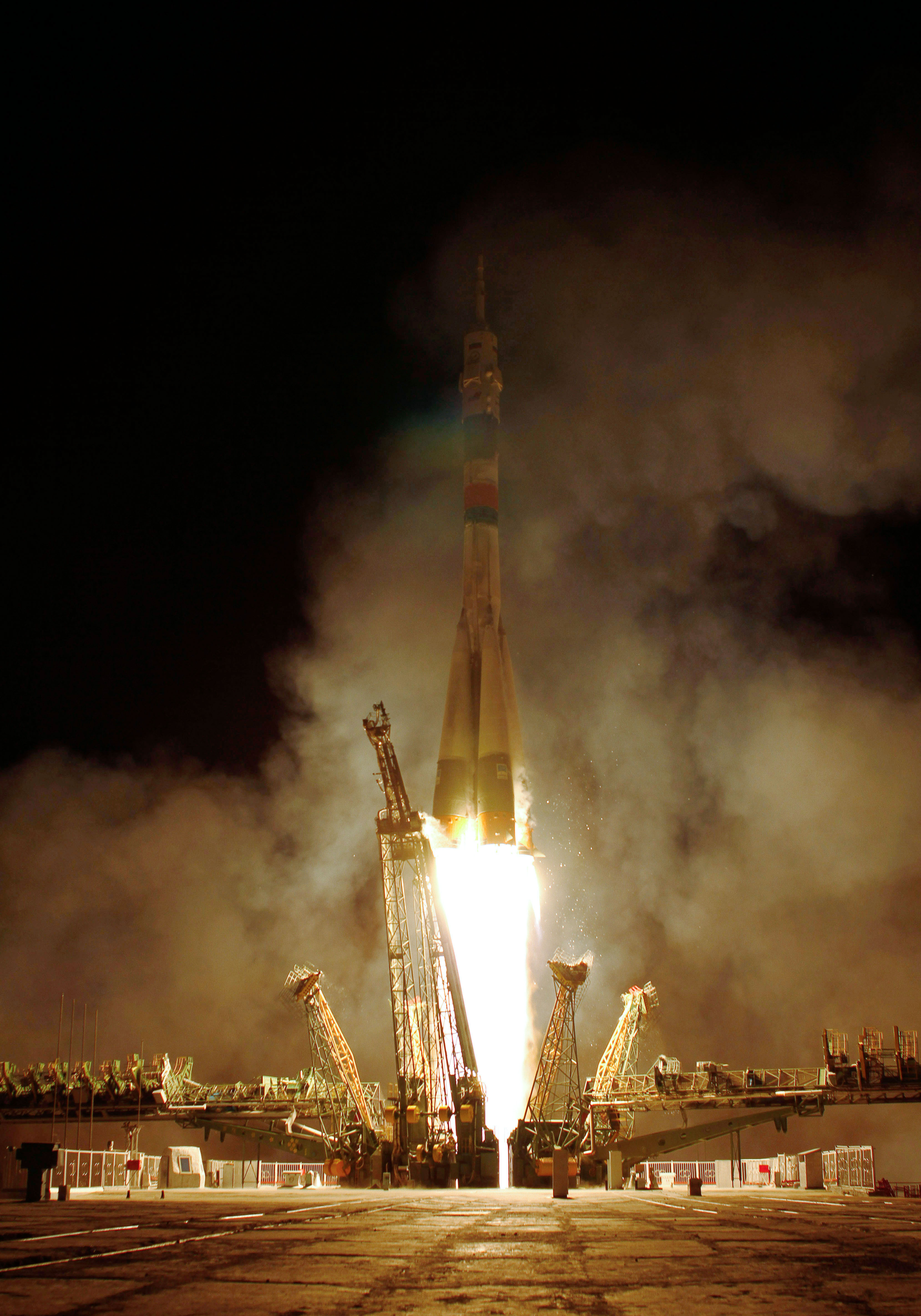
Fusée Soyouz TMA-01M lancée à 05h10 heure.
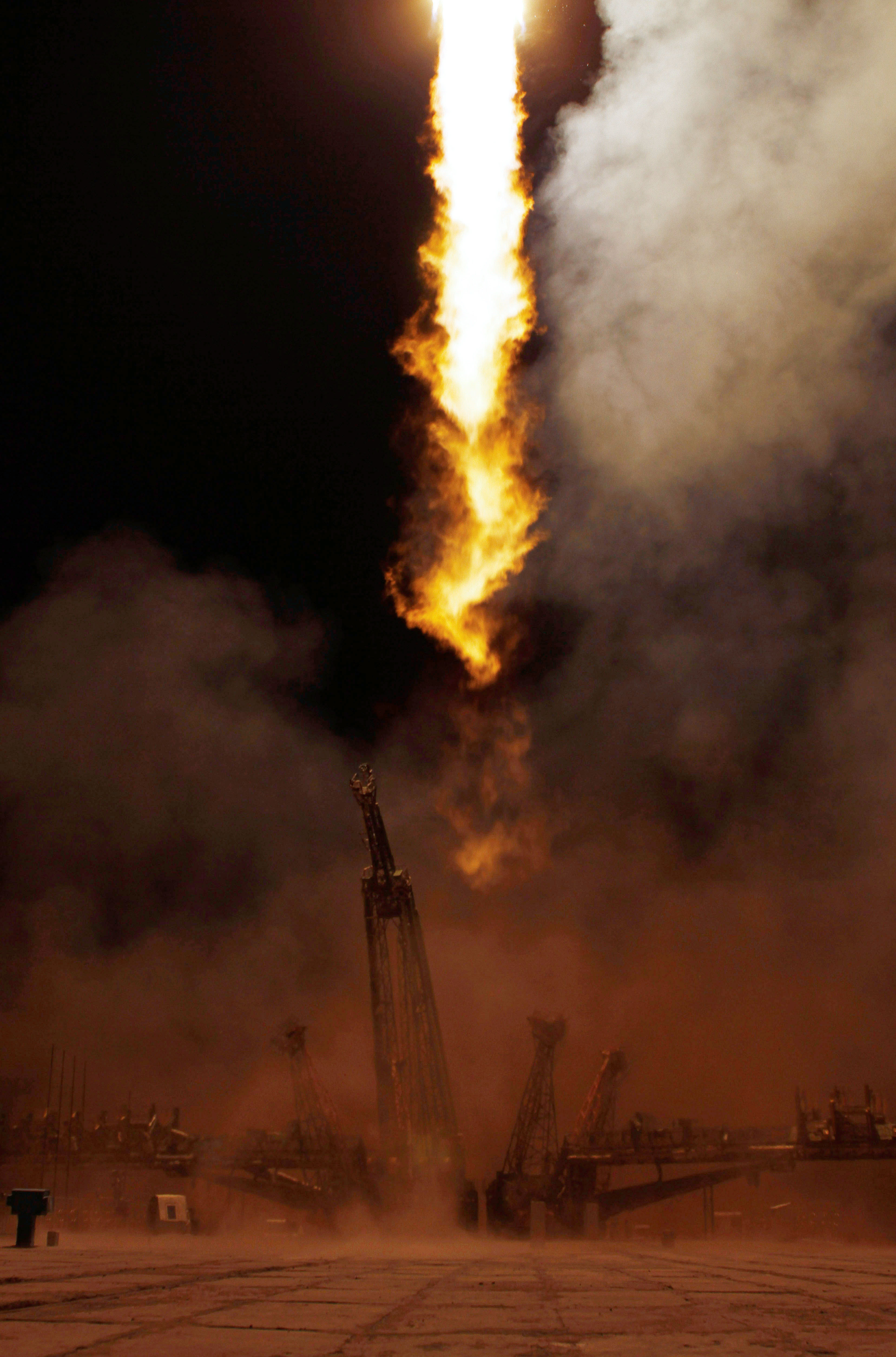
Lancement de l'expédition 25
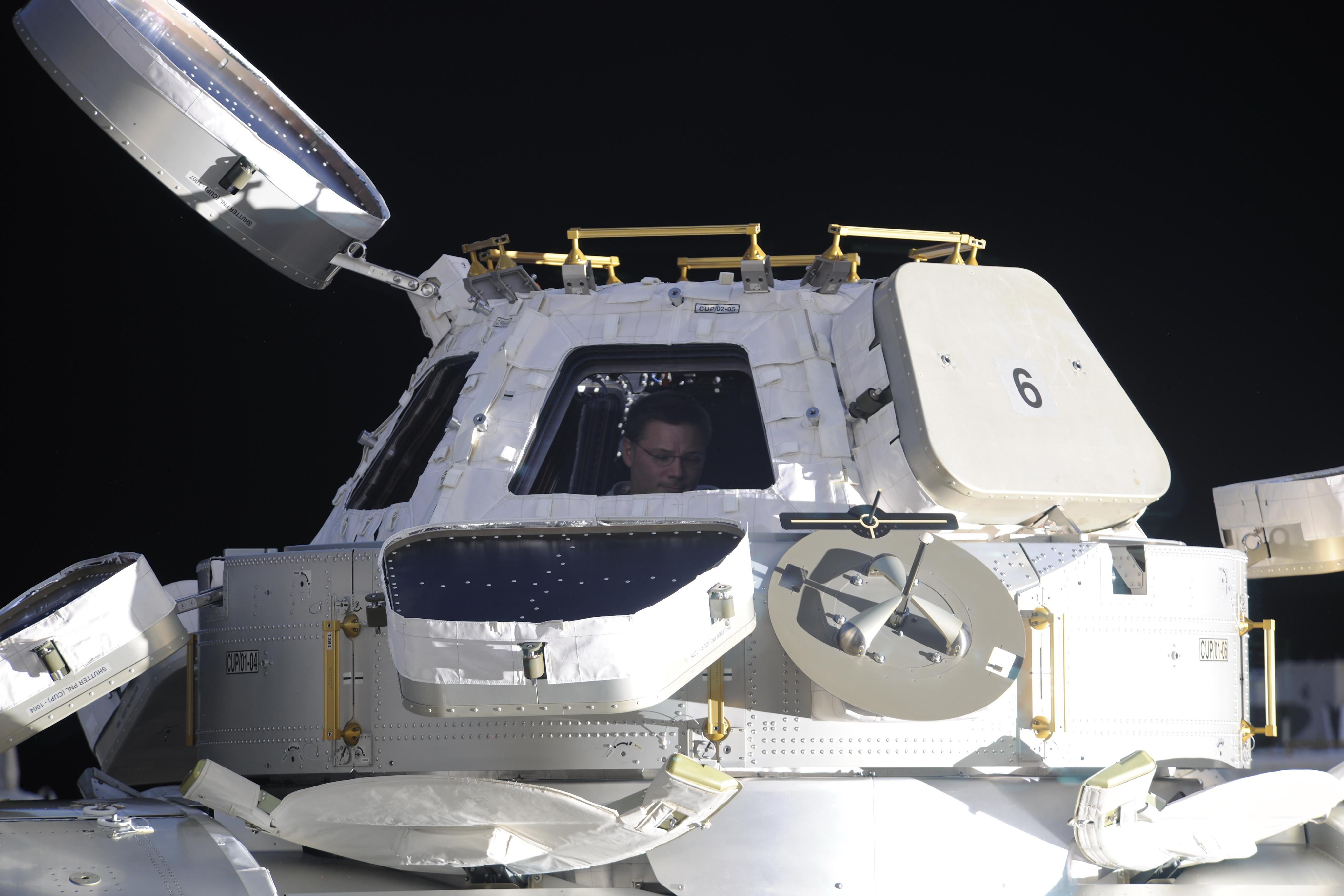
Le commandant de l'expédition 25 Douglas Wheelock dans la coupole d'observation (Cupola)
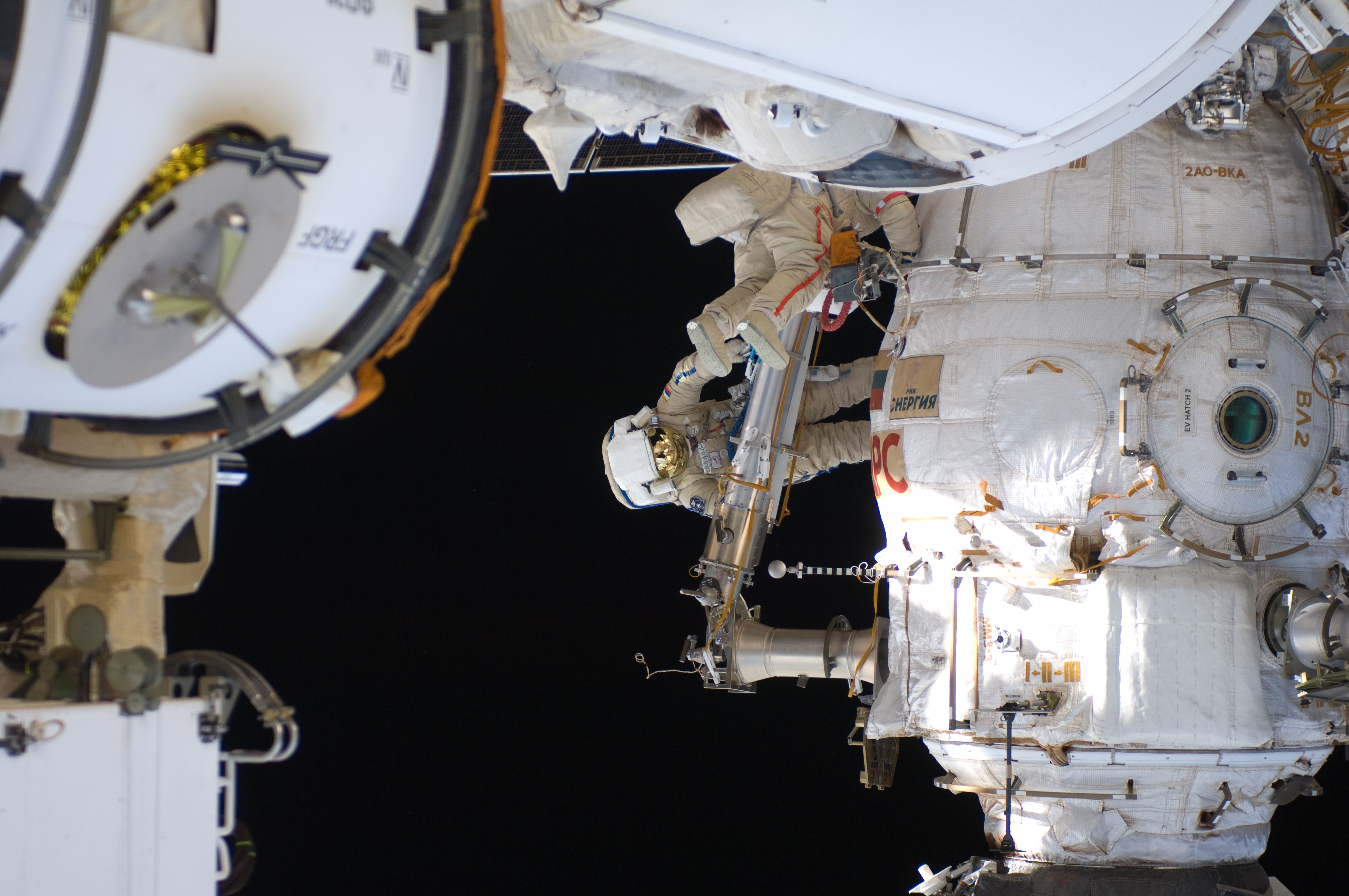
Fiodor Iourtchikhine (Bandes rouges) et Oleg Skripochka (Bandes bleues) au cours d'une sortie dans l'espace